# Цифрова освіта
Цифрова освіта (англ. Digital education, іноді digital learning) — процес навчання, що реалізується повністю або частково за допомогою цифрових технологій, платформ та інструментів з метою підвищення доступності, якості, персоналізації та ефективності.

## Визначення
Цифрова освіта включає:
- навчання через інтернет, LMS‑платформи, ПЗ для викладання;
- використання цифрових пристроїв, мобільних застосунків, VR/AR[2];
- надання учням гнучкого контролю над часом, темпом і форматом навчання.

## Основні форми
- Онлайн‑курси (e‑learning)
- Змішане навчання (blended learning) — поєднання онлайн та офлайн форматів[3]
- Мобільне навчання (m‑learning)
- Інтерактивні ресурси: ігри, симуляції
- Віртуальні класи (Zoom, Google Meet)

## Переваги
- Доступність — навчання з будь-якого місця й у будь-який час[1]
- Персоналізація — адаптивні системи, що підлаштовуються під учня[1]
- Гнучкість в управлінні часом та форматом
- Інклюзивність — підходить для осіб з різними потребами
- Інтерактивність — мультимедійні формати і ігрофікація

## Виклики
- Цифровий розрив — нерівний доступ до інтернету й техніки[2]
- Перевантаження екранами — учні витрачають значну частину часу за пристроями[4]
- Цифрова неготовність педагогів — потреба в підвищенні кваліфікації
- Необхідність адаптації методик викладання

## Цифрова освіта в Україні
Державна платформа Дія.Цифрова освіта (запущена у 2020 році) пропонує безкоштовні серіали й курси з цифрової грамотності та професійного розвитку.
Згідно з офіційними даними, рівень базової цифрової грамотності серед українців віком 18–70 років становить понад 59 %.
МОН України впроваджує електронні журнали, дистанційні платформи та цифрові інструменти для шкіл.